# The Blue Mountains Mystery

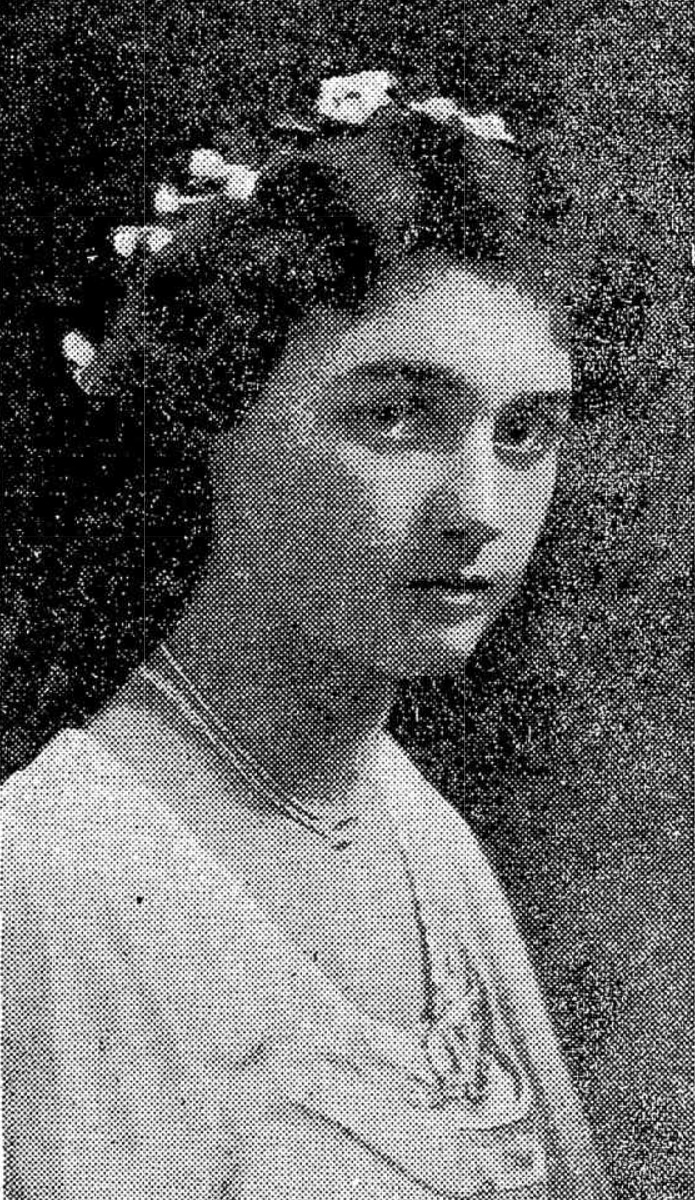
Marjorie Lord (Marjorie Osborne).

The Blue Mountains Mystery est un film australien réalisé par Raymond Longford et Lottie Lyell, sorti en 1921.

## Synopsis
Un homme lâche entreprend de duper sa femme pour son anniversaire, et se retrouve lui-même piégé par ses mensonges et incohérences..

## Fiche technique
- Réalisation : Raymond Longford et Lottie Lyell
- Scénario : Raymond Longford et Lottie Lyell d'après The Mount Marunga Mystery de Harrison Owen
- Producteurs : Dan Carroll,  E.J. Carroll
- Photographie : Arthur Higgins
- Montage : Lottie Lyell
- Genre : Mystère, thriller[2]
- Distributeur : Southern Cross Picture Productions
- Durée : 6 000 ft
- Date de sortie : 5 novembre 1921

## Distribution
- Marjorie Osborne : Mrs Tracey
- John Faulkner : Henry Tracey/Stephen Rodder
- Vivian Edwards : Hector Blunt
- Bernice Vere (en) : Pauline Tracey
- Billy Williams : Richard Maxim
- Redmond Barry : detective
- John de Lacey : Capitaine Banks
- Ivy Shilling : danceur
- Frederick Twitchin[3]

## Critiques
Les critiques australiens ont salué la réalisation, la photographie et les effets scéniques du film.